# جدول دراسي مدرسي

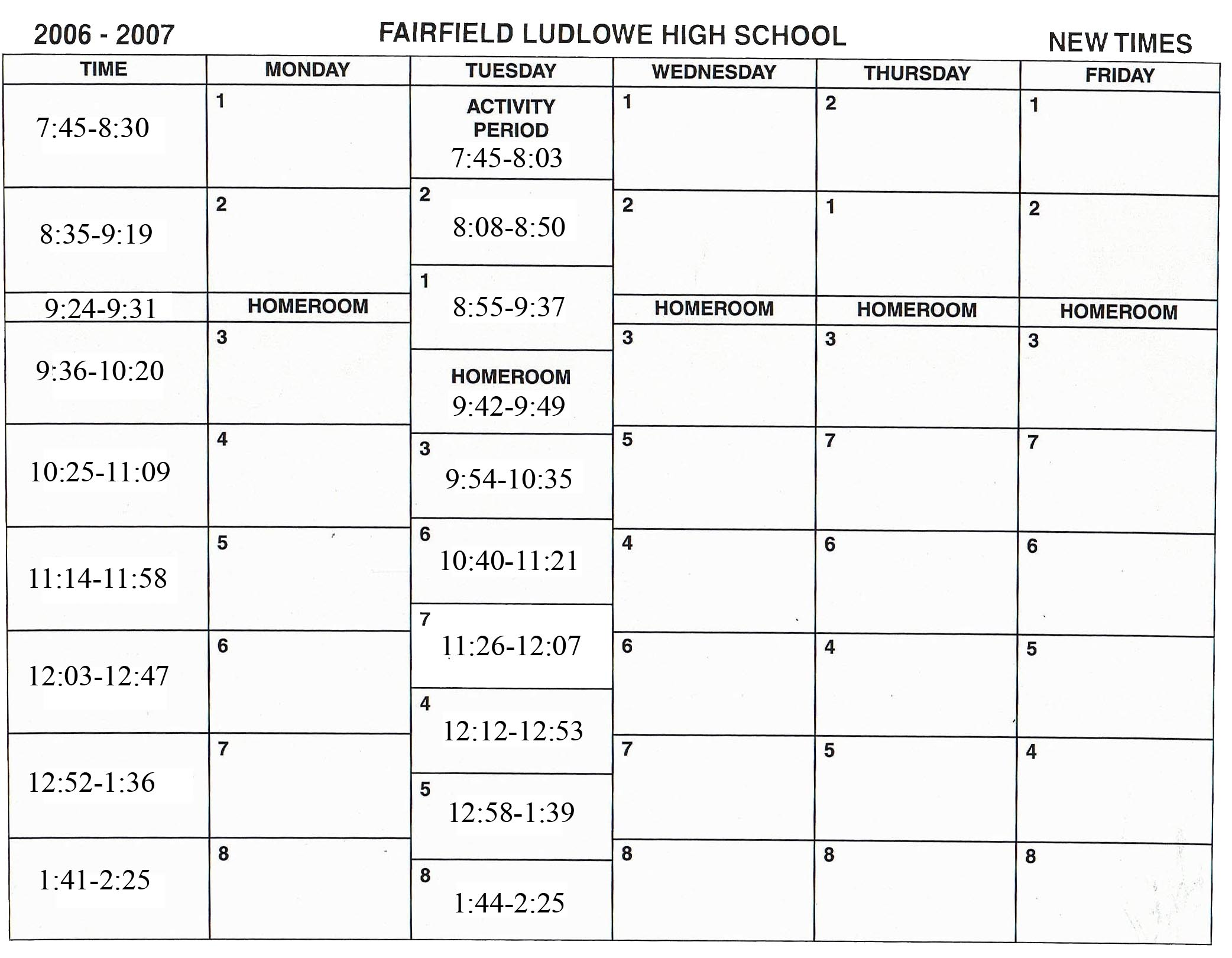
الجدول الدراسي في إحدى المدارس.

الجدول الدراسي المدرسي هو جدول يُستحضّر لدى طُلاب المدارس يستعرض فيه المواد وأوقاتها بالساعات والأيام وأسماء المُعلمين وبعض الجوانب الثانوية الأخرى بحسب المنظمة التعليمية. وغالباً يستعرض الأوقات خلال الأسبوع. وتختلف طبيعة جداول المدرسة بجداول الجامعات والهيئات التعليمية الأخرى.